# Galliate Lombardo
Galliate Lombardo est une commune italienne de la province de Varèse dans la région Lombardie en Italie.

## Toponyme
La première partie provient du nom latin de Gallius avec le suffixe génitif -ate.

## Administration
| Période                                  | Période  | Identité        | Étiquette | Qualité      |
| ---------------------------------------- | -------- | --------------- | --------- | ------------ |
| 15/4/2008                                | En cours | Carlo Tibiletti |           | entrepreneur |
| Les données manquantes sont à compléter. |          |                 |           |              |

### Hameaux
M.o Novaia, C.na Campaccio, C.na Pratovecchio, C.na del Gaggio, Porto di Azate, C.na Carabietta